# Maria Rutkowska-Kurcyuszowa
Maria Rutkowska-Kurcyuszowa (ur. 1 października 1910 w Gidlach, zm. 21 maja 2000 w Katowicach) – dziennikarka, członkini Obozu Wielkiej Polski oraz Obozu Narodowo-Radykalnego ABC, w czasie II wojny światowej uczestniczka konspiracji, więźniarka KL Ravensbrück.

## Życiorys

### Rodzina i życie prywatne
Była córką konstruktora Wincentego Sucheni (1880-1947) oraz Marii z domu Sławeta (1888-1973). Ojciec prowadził fabrykę narzędzi rolniczych i był społecznikiem. Aktywna społecznie była również jej matka (Koło Gospodyń Wiejskich, Koło Ziemianek). Miała dwie siostry: Annę (1920-2012) i Barbarę. Jej dziadek Józef Sucheni (1836-1923) był członkiem francuskiej Narodowej Akademii Rolniczej. Z małżeństwa z Tadeuszem Rutkowskim (ślub w listopadzie 1933) miała córkę Elżbietę (ur. 1935). Natomiast ze związku z Jerzym Kurcyuszem (ślub w 1947) córkę Teresę (ur. 1951). Znała biegle język francuski i angielski oraz najprawdopodobniej włoski.

### Wykształcenie i działalność dziennikarska
Od 1923 pobierała naukę w Towarzystwie Oświatowym im. Cecylii Plater-Zyberkówny w Warszawie. Po zdaniu matury w 1930 podjęła studia w Wyższej Szkole Handlowej. W czasie studiów poznała Tadeusza Rutkowskiego, z którym się zaręczyła, i pod jego wpływem przystąpiła do OWP. Po zamążpójściu i urodzeniu dziecka wycofała się z aktywnej działalności publicznej. Lecz już w 1936 przystąpiła do ONR „ABC”, gdzie odpowiadała za grupę kobiecą. Dała się poznać jako uczestniczka politycznych spotkań agitacyjnych, na których przemawiała.
Pod koniec 1936 rozpoczęła pracę dziennikarską w dzienniku „ABC”. Publikowała także w „Nowym Ładzie”, „Wieczorze Warszawskim” oraz „Gońcu Warszawskim”.
W 1937 przeprowadziła wywiad z księżną Julianną, która spędzała miesiąc miodowy w Polsce. W tym samym roku, będąc we Francji, rozmawiała dla „ABC” z Jacques`em Doriotem, przywódcą Francuskiej Partii Ludowej. Podczas pobytu we Francji przemawiała jako członkini Narodowej Organizacji Kobiet na międzynarodowej konferencji poświęconej roli i zadaniom matek w Paryżu. Następnie w Rumunii rozmawiała z Alexandru Cuzą oraz z Corneliu Zelea Codreanu. W tym czasie miała romans z Jerzym Kurcyuszem, wywołując skandal. Oboje wycofali się z działalności politycznej. Maria nadal publikowała.
Podczas pobytu na Półwyspie Apenińskim napisała artykuł Prasa na smyczy, gdzie poddała krytyce sytuację dziennikarzy w faszystowskich Włoszech. Otrzymała nakaz wyjazdu, ale dzięki interwencji polskiego Departamentu Prasy MSZ została w Rzymie. Z końcem sierpnia 1939 razem z Kurcyuszem wyjechali do Polski, podróżując przez Jugosławię i Węgry. Przybywszy przez Lwów do Warszawy (7 września) dowiedziała się, że mąż wstąpił do wojska, a córkę zabrali dziadkowie.

### II wojna światowa
Z Kurcyuszem brała udział w obronie Warszawy, zakładając jedno z pierwszych informacyjnych pism, gdzie publikowali informacje z nasłuchów radiowych. Kurcyusz z końcem 1939 wyjechał do Francji, natomiast Rutkowska na początku 1940 zamieszkała w Gidlach, gdzie dołączył do niej mąż. Pracowali w rodzinnym przedsiębiorstwie, jednocześnie prowadząc działalność konspiracyjną.
Została aresztowana przez Gestapo i w czerwcu 1941 znalazła się w więzieniu w Częstochowie, a w 1942 w Radomiu. W czerwcu 1942 znalazła się w obozie w Ravensbrück. W 1943 trafiła do filii obozu Neubrandenburg, a w 1944 Waldbau. Jej mąż został również aresztowany i pod koniec 1944 został rozstrzelany w Groß-Rosen. Uciekła z marszu ewakuacyjnego w kwietniu 1945 i już w maju była z powrotem w Gidlach. Już w obozie pisała wiersze, w których przedstawiała rzeczywistość za drutami kolczastymi.

### Okres powojenny
Wiersze obozowe ukazały się w Londynie w 1947 (Listy niewysłane z Ravensbrück). W 1950 fabryka rodzinna została upaństwowiona. W latach 1956–1971 pracowała w Katowicach w Zarządzie Budownictwa Miejskiego. Była uczestniczką zjazdów byłych więźniów obozów koncentracyjnych. W latach 60. XX w. nawiązała kontakty z Sue Ryder.
W 1964 przebywała w Cavendish na turnusie, w siedzibie fundacji Ryder. Później została wolontariuszką tej organizacji, niosąc pomoc potrzebującym i rozdysponowując dary przywożone przez Ryder.
W 1966 spisała wspomnienia (Kamyki Dawida).
W latach 80. XX w. nawiązała kontakty z działaczkami „Solidarności”: Anną Walentynowicz i Ewą Tomaszewską (odwiedzając internowaną córkę w Gołdapi).